# 1. VC Wiesbaden
1. VC Wiesbaden (svenska: 1:a volleybollklubb Wiesbaden) är en tysk volleybollklubb i hessiska staden Wiesbaden. Klubbens damlag spelar i den högsta tyska volleybollserien (Volleyball-Bundesliga). 

## Historia
Volleybollklubben grundades 1977 i Wiesbaden. Sedan säsongen 2004/2005 spelar damlaget i den högsta tyska volleybollserien (Volleyball-Bundesliga).

## Tabellplaceringar i Volleyball-Bundesliga för damer genom åren
- Säsong 2006/07 – 4:a
- Säsong 2007/08 – 5:a
- Säsong 2008/09 – 5:a
- Säsong 2009/10 – 2:a
- Säsong 2010/11 – 7:a
- Säsong 2011/12 – Laget deltog i playoffrundan, men förlorade matcherna mot Rote Raben Vilsbiburg i kvartsfinalen
- Säsong 2012/13 – Deltagare i playoffrundan. Under semifinalen förlorade man båda matcher med 0:3 mot Schweriner SC.
- Säsong 2013/14 – Deltagare i playoffrundan. Under semifinalen förlorade man två av tre matcher mot Rote Raben Vilsbiburg (0:3, 3:1, 2:3).